# Eleições legislativas de 2019 em Vila Nova de Famalicão

## Resultados Oficiais
| Partido                 | Partido                              | Votos   | %               | +/-   |
| ----------------------- | ------------------------------------ | ------- | --------------- | ----- |
|                         | Partido Socialista                   | 27 302  | 36,72 / 100,00  | 4,63  |
|                         | Partido Social Democrata             | 26 095  | 35,10 / 100,00  | -     |
|                         | Bloco de Esquerda                    | 6 367   | 8,56 / 100,00   | 0,60  |
|                         | CDS – Partido Popular                | 3 156   | 4,24 / 100,00   | -     |
|                         | CDU - Coligação Democrática Unitária | 2 441   | 3,28 / 100,00   | 1,37  |
|                         | Pessoas–Animais–Natureza             | 1 936   | 2,60 / 100,00   | 1,80  |
|                         | Outros (com menos de 1,00%)          | 3 288   | 4,42 / 100,00   |       |
| Votos Inválidos         | Votos Inválidos                      | 3 768   | 5,07 / 100,00   | 1,47  |
| Total                   | Total                                | 74 353  | 100,00 / 100,00 |       |
| Eleitorado/Participação | Eleitorado/Participação              | 119 391 | 62,28 / 100,00  | 1,48  |
| Fonte                   | Fonte                                | [ 1 ]   | [ 1 ]           | [ 1 ] |

## Resultados por Freguesia
Os resultados seguintes referem-se aos partidos que obtiveram mais de 1,00% dos votos:
| Freguesia                           | %     | %     | %     | %    | %    | %    | Votantes |
| Freguesia                           | PS    | PSD   | BE    | CDS  | CDU  | PAN  | Votantes |
| ----------------------------------- | ----- | ----- | ----- | ---- | ---- | ---- | -------- |
| Antas e Abade de Vermoim            | 31,37 | 41,68 | 8,24  | 4,70 | 2,78 | 2,70 | 4 067    |
| Arnoso e Sezures                    | 36,53 | 34,50 | 7,56  | 3,73 | 3,00 | 2,71 | 2 064    |
| Avidos e Lagoa                      | 39,57 | 32,86 | 8,20  | 4,52 | 2,19 | 2,97 | 1 549    |
| Bairro                              | 37,71 | 36,13 | 8,56  | 3,60 | 3,49 | 1,91 | 1 835    |
| Brufe                               | 35,59 | 37,74 | 6,92  | 5,23 | 3,84 | 2,31 | 1 301    |
| Carreira e Bente                    | 43,12 | 32,54 | 7,25  | 2,54 | 3,62 | 2,90 | 1 380    |
| Castelões                           | 42,65 | 31,18 | 8,87  | 2,60 | 2,60 | 3,05 | 1 116    |
| Cruz                                | 33,17 | 40,36 | 7,09  | 5,08 | 2,78 | 1,82 | 1 043    |
| Delães                              | 48,86 | 22,18 | 10,63 | 3,16 | 4,32 | 2,37 | 2 155    |
| Esmeriz e Cabeçudos                 | 32,08 | 39,03 | 8,09  | 6,01 | 2,18 | 2,28 | 2 014    |
| Fradelos                            | 35,43 | 40,09 | 6,64  | 3,37 | 1,45 | 2,07 | 1 928    |
| Gavião                              | 38,05 | 35,13 | 8,41  | 4,32 | 2,30 | 1,74 | 2 129    |
| Gondifelos, Cavalões e Outiz        | 31,22 | 43,52 | 6,54  | 6,07 | 1,81 | 2,35 | 2 601    |
| Joane                               | 37,65 | 31,63 | 10,18 | 4,98 | 3,09 | 2,93 | 4 537    |
| Landim                              | 40,42 | 32,21 | 7,95  | 4,11 | 2,39 | 2,58 | 1 509    |
| Lemenhe, Mouquim e Jesufrei         | 34,33 | 37,99 | 7,12  | 4,50 | 2,25 | 2,72 | 1 911    |
| Louro                               | 40,19 | 34,03 | 5,21  | 5,72 | 2,75 | 1,96 | 1 381    |
| Lousado                             | 40,52 | 29,14 | 10,22 | 3,08 | 4,05 | 2,81 | 2 172    |
| Mogege                              | 42,52 | 31,69 | 8,50  | 2,51 | 2,60 | 3,31 | 1 117    |
| Nine                                | 39,20 | 34,98 | 6,33  | 3,38 | 3,02 | 2,71 | 1 658    |
| Oliveira (Santa Maria)              | 38,93 | 29,55 | 12,71 | 2,24 | 4,43 | 2,50 | 1 919    |
| Oliveira (São Mateus)               | 44,63 | 25,81 | 9,88  | 6,49 | 3,24 | 2,24 | 1 387    |
| Pedome                              | 44,50 | 26,72 | 8,33  | 2,75 | 7,73 | 2,84 | 1 164    |
| Pousada de Saramagos                | 41,94 | 29,80 | 8,89  | 2,53 | 4,22 | 3,69 | 1 302    |
| Requião                             | 33,86 | 39,58 | 8,00  | 4,68 | 2,83 | 2,61 | 1 837    |
| Riba de Ave                         | 39,16 | 30,95 | 9,37  | 2,08 | 8,81 | 2,38 | 1 974    |
| Ribeirão                            | 33,20 | 42,29 | 7,41  | 3,40 | 2,30 | 2,36 | 4 829    |
| Ruivães e Novais                    | 48,85 | 25,22 | 7,74  | 3,25 | 3,60 | 3,37 | 1 693    |
| Seide                               | 31,23 | 42,22 | 7,83  | 4,03 | 1,85 | 1,74 | 919      |
| Vale (São Cosme), Telhado e Portela | 31,72 | 36,11 | 8,33  | 7,29 | 2,73 | 2,28 | 3 074    |
| Vale (São Martinho)                 | 34,82 | 36,01 | 10,78 | 5,65 | 2,31 | 1,88 | 1 169    |
| Vermoim                             | 39,30 | 34,21 | 9,11  | 3,89 | 3,06 | 2,70 | 1 669    |
| Vila Nova de Famalicão e Calendário | 33,16 | 35,49 | 9,62  | 4,71 | 3,72 | 3,13 | 11 176   |
| Vilarinho das Cambas                | 33,98 | 41,21 | 6,59  | 5,43 | 1,55 | 1,03 | 774      |
| Vila Nova de Famalicão              | 36,72 | 35,10 | 8,56  | 4,24 | 3,28 | 2,60 | 74 353   |

#### Antas e Abade de Vermoim
| Partido                 | Partido                              | Votos | %               | +/-  |
| ----------------------- | ------------------------------------ | ----- | --------------- | ---- |
|                         | Partido Social Democrata             | 1 695 | 41,68 / 100,00  | -    |
|                         | Partido Socialista                   | 1 276 | 31,37 / 100,00  | 1,56 |
|                         | Bloco de Esquerda                    | 335   | 8,24 / 100,00   | 0,94 |
|                         | CDS – Partido Popular                | 191   | 4,70 / 100,00   | -    |
|                         | CDU - Coligação Democrática Unitária | 113   | 2,78 / 100,00   | 2,05 |
|                         | Pessoas–Animais–Natureza             | 110   | 2,70 / 100,00   | 1,96 |
|                         | Outros (com menos de 1,00%)          | 189   | 4,65 / 100,00   |      |
| Votos Inválidos         | Votos Inválidos                      | 158   | 3,89 / 100,00   | 0,71 |
| Total                   | Total                                | 4 067 | 100,00 / 100,00 |      |
| Eleitorado/Participação | Eleitorado/Participação              | 6 431 | 63,24 / 100,00  | 0,89 |

#### Arnoso e Sezures
| Partido                 | Partido                              | Votos | %               | +/-  |
| ----------------------- | ------------------------------------ | ----- | --------------- | ---- |
|                         | Partido Socialista                   | 754   | 36,53 / 100,00  | 3,10 |
|                         | Partido Social Democrata             | 712   | 34,50 / 100,00  | -    |
|                         | Bloco de Esquerda                    | 156   | 7,56 / 100,00   | 1,98 |
|                         | CDS – Partido Popular                | 77    | 3,73 / 100,00   | -    |
|                         | CDU - Coligação Democrática Unitária | 62    | 3,00 / 100,00   | 1,72 |
|                         | Pessoas–Animais–Natureza             | 56    | 2,71 / 100,00   | 2,11 |
|                         | Outros (com menos de 1,00%)          | 79    | 3,83 / 100,00   |      |
| Votos Inválidos         | Votos Inválidos                      | 167   | 8,10 / 100,00   | 3,75 |
| Total                   | Total                                | 2 064 | 100,00 / 100,00 |      |
| Eleitorado/Participação | Eleitorado/Participação              | 3 236 | 63,78 / 100,00  | 4,00 |

#### Avidos e Lagoa
| Partido                 | Partido                              | Votos | %               | +/-  |
| ----------------------- | ------------------------------------ | ----- | --------------- | ---- |
|                         | Partido Socialista                   | 613   | 39,57 / 100,00  | 6,50 |
|                         | Partido Social Democrata             | 509   | 32,86 / 100,00  | -    |
|                         | Bloco de Esquerda                    | 127   | 8,20 / 100,00   | 1,85 |
|                         | CDS – Partido Popular                | 70    | 4,52 / 100,00   | -    |
|                         | Pessoas–Animais–Natureza             | 46    | 2,97 / 100,00   | 1,87 |
|                         | CDU - Coligação Democrática Unitária | 34    | 2,19 / 100,00   | 0,92 |
|                         | Outros (com menos de 1,00%)          | 71    | 4,58 / 100,00   |      |
| Votos Inválidos         | Votos Inválidos                      | 79    | 5,10 / 100,00   | 1,73 |
| Total                   | Total                                | 1 549 | 100,00 / 100,00 |      |
| Eleitorado/Participação | Eleitorado/Participação              | 2 281 | 67,91 / 100,00  | 0,13 |

#### Bairro
| Partido                 | Partido                              | Votos | %               | +/-  |
| ----------------------- | ------------------------------------ | ----- | --------------- | ---- |
|                         | Partido Socialista                   | 692   | 37,71 / 100,00  | 5,04 |
|                         | Partido Social Democrata             | 663   | 36,13 / 100,00  | -    |
|                         | Bloco de Esquerda                    | 157   | 8,56 / 100,00   | 1,00 |
|                         | CDS – Partido Popular                | 66    | 3,60 / 100,00   | -    |
|                         | CDU - Coligação Democrática Unitária | 64    | 3,49 / 100,00   | 1,67 |
|                         | Pessoas–Animais–Natureza             | 35    | 1,91 / 100,00   | 0,94 |
|                         | Outros (com menos de 1,00%)          | 77    | 4,20 / 100,00   |      |
| Votos Inválidos         | Votos Inválidos                      | 81    | 4,42 / 100,00   | 1,05 |
| Total                   | Total                                | 1 835 | 100,00 / 100,00 |      |
| Eleitorado/Participação | Eleitorado/Participação              | 3 193 | 57,47 / 100,00  | 2,79 |

#### Brufe
| Partido                 | Partido                              | Votos | %               | +/-  |
| ----------------------- | ------------------------------------ | ----- | --------------- | ---- |
|                         | Partido Social Democrata             | 491   | 37,74 / 100,00  | -    |
|                         | Partido Socialista                   | 463   | 35,59 / 100,00  | 0,59 |
|                         | Bloco de Esquerda                    | 90    | 6,92 / 100,00   | 1,23 |
|                         | CDS – Partido Popular                | 68    | 5,23 / 100,00   | -    |
|                         | CDU - Coligação Democrática Unitária | 50    | 3,84 / 100,00   | 0,93 |
|                         | Pessoas–Animais–Natureza             | 30    | 2,31 / 100,00   | 1,69 |
|                         | Outros (com menos de 1,00%)          | 45    | 3,46 / 100,00   |      |
| Votos Inválidos         | Votos Inválidos                      | 64    | 4,92 / 100,00   | 1,07 |
| Total                   | Total                                | 1 301 | 100,00 / 100,00 |      |
| Eleitorado/Participação | Eleitorado/Participação              | 2 049 | 63,49 / 100,00  | 0,68 |

#### Carreira e Bente
| Partido                 | Partido                              | Votos | %               | +/-  |
| ----------------------- | ------------------------------------ | ----- | --------------- | ---- |
|                         | Partido Socialista                   | 595   | 43,12 / 100,00  | 6,73 |
|                         | Partido Social Democrata             | 449   | 32,54 / 100,00  | -    |
|                         | Bloco de Esquerda                    | 100   | 7,25 / 100,00   | 2,06 |
|                         | CDU - Coligação Democrática Unitária | 50    | 3,62 / 100,00   | 1,45 |
|                         | Pessoas–Animais–Natureza             | 40    | 2,90 / 100,00   | 2,21 |
|                         | CDS – Partido Popular                | 35    | 2,54 / 100,00   | -    |
|                         | Outros (com menos de 1,00%)          | 46    | 3,33 / 100,00   |      |
| Votos Inválidos         | Votos Inválidos                      | 65    | 4,71 / 100,00   | 1,03 |
| Total                   | Total                                | 1 380 | 100,00 / 100,00 |      |
| Eleitorado/Participação | Eleitorado/Participação              | 2 349 | 58,75 / 100,00  | 0,98 |

#### Castelões
| Partido                 | Partido                              | Votos | %               | +/-  |
| ----------------------- | ------------------------------------ | ----- | --------------- | ---- |
|                         | Partido Socialista                   | 476   | 42,65 / 100,00  | 7,20 |
|                         | Partido Social Democrata             | 348   | 31,18 / 100,00  | -    |
|                         | Bloco de Esquerda                    | 99    | 8,87 / 100,00   | 2,40 |
|                         | Pessoas–Animais–Natureza             | 34    | 3,05 / 100,00   | 2,60 |
|                         | CDU - Coligação Democrática Unitária | 29    | 3,28 / 100,00   | 1,67 |
|                         | CDS – Partido Popular                | 29    | 2,60 / 100,00   | -    |
|                         | Outros (com menos de 1,00%)          | 49    | 4,40 / 100,00   |      |
| Votos Inválidos         | Votos Inválidos                      | 52    | 4,66 / 100,00   | 1,29 |
| Total                   | Total                                | 1 116 | 100,00 / 100,00 |      |
| Eleitorado/Participação | Eleitorado/Participação              | 1 776 | 62,84 / 100,00  | 0,45 |

#### Cruz
| Partido                 | Partido                              | Votos | %               | +/-  |
| ----------------------- | ------------------------------------ | ----- | --------------- | ---- |
|                         | Partido Social Democrata             | 421   | 40,36 / 100,00  | -    |
|                         | Partido Socialista                   | 346   | 33,17 / 100,00  | 5,16 |
|                         | Bloco de Esquerda                    | 74    | 7,09 / 100,00   | 1,74 |
|                         | CDS – Partido Popular                | 53    | 5,08 / 100,00   | -    |
|                         | CDU - Coligação Democrática Unitária | 29    | 2,78 / 100,00   | 1,72 |
|                         | Pessoas–Animais–Natureza             | 19    | 1,82 / 100,00   | 1,09 |
|                         | Outros (com menos de 1,00%)          | 46    | 4,41 / 100,00   |      |
| Votos Inválidos         | Votos Inválidos                      | 55    | 5,27 / 100,00   | 1,19 |
| Total                   | Total                                | 1 043 | 100,00 / 100,00 |      |
| Eleitorado/Participação | Eleitorado/Participação              | 1 482 | 70,38 / 100,00  | 3,20 |

#### Delães
| Partido                 | Partido                              | Votos | %               | +/-  |
| ----------------------- | ------------------------------------ | ----- | --------------- | ---- |
|                         | Partido Socialista                   | 1 053 | 48,86 / 100,00  | 5,23 |
|                         | Partido Social Democrata             | 478   | 22,18 / 100,00  | -    |
|                         | Bloco de Esquerda                    | 229   | 10,63 / 100,00  | 1,11 |
|                         | CDU - Coligação Democrática Unitária | 93    | 4,32 / 100,00   | 2,37 |
|                         | CDS – Partido Popular                | 68    | 3,16 / 100,00   | -    |
|                         | Pessoas–Animais–Natureza             | 51    | 2,37 / 100,00   | 1,73 |
|                         | Outros (com menos de 1,00%)          | 86    | 3,99 / 100,00   |      |
| Votos Inválidos         | Votos Inválidos                      | 97    | 4,50 / 100,00   | 1,08 |
| Total                   | Total                                | 2 155 | 100,00 / 100,00 |      |
| Eleitorado/Participação | Eleitorado/Participação              | 3 613 | 59,65 / 100,00  | 0,39 |

#### Esmeriz e Cabeçudos
| Partido                 | Partido                              | Votos | %               | +/-     |
| ----------------------- | ------------------------------------ | ----- | --------------- | ------- |
|                         | Partido Social Democrata             | 786   | 39,03 / 100,00  | -       |
|                         | Partido Socialista                   | 646   | 32,08 / 100,00  | 4,06    |
|                         | Bloco de Esquerda                    | 163   | 8,09 / 100,00   | Estável |
|                         | CDS – Partido Popular                | 121   | 6,01 / 100,00   | -       |
|                         | Pessoas–Animais–Natureza             | 46    | 2,28 / 100,00   | 1,53    |
|                         | CDU - Coligação Democrática Unitária | 44    | 2,18 / 100,00   | 0,92    |
|                         | Outros (com menos de 1,00%)          | 94    | 4,66 / 100,00   |         |
| Votos Inválidos         | Votos Inválidos                      | 114   | 5,66 / 100,00   | 0,91    |
| Total                   | Total                                | 2 014 | 100,00 / 100,00 |         |
| Eleitorado/Participação | Eleitorado/Participação              | 3 181 | 63,31 / 100,00  | 0,77    |

#### Fradelos
| Partido                 | Partido                              | Votos | %               | +/-  |
| ----------------------- | ------------------------------------ | ----- | --------------- | ---- |
|                         | Partido Social Democrata             | 773   | 40,09 / 100,00  | -    |
|                         | Partido Socialista                   | 683   | 35,43 / 100,00  | 3,17 |
|                         | Bloco de Esquerda                    | 128   | 6,64 / 100,00   | 0,21 |
|                         | CDS – Partido Popular                | 65    | 3,37 / 100,00   | -    |
|                         | Pessoas–Animais–Natureza             | 40    | 2,07 / 100,00   | 1,62 |
|                         | CDU - Coligação Democrática Unitária | 28    | 1,45 / 100,00   | 1,07 |
|                         | Outros (com menos de 1,00%)          | 86    | 4,46 / 100,00   |      |
| Votos Inválidos         | Votos Inválidos                      | 125   | 6,48 / 100,00   | 3,36 |
| Total                   | Total                                | 1 928 | 100,00 / 100,00 |      |
| Eleitorado/Participação | Eleitorado/Participação              | 3 398 | 56,74 / 100,00  | 3,56 |

#### Gavião
| Partido                 | Partido                              | Votos | %               | +/-  |
| ----------------------- | ------------------------------------ | ----- | --------------- | ---- |
|                         | Partido Socialista                   | 810   | 38,05 / 100,00  | 6,42 |
|                         | Partido Social Democrata             | 748   | 35,13 / 100,00  | -    |
|                         | Bloco de Esquerda                    | 179   | 8,41 / 100,00   | 0,01 |
|                         | CDS – Partido Popular                | 92    | 4,32 / 100,00   | -    |
|                         | CDU - Coligação Democrática Unitária | 49    | 2,30 / 100,00   | 1,54 |
|                         | Pessoas–Animais–Natureza             | 37    | 1,74 / 100,00   | 0,34 |
|                         | Outros (com menos de 1,00%)          | 122   | 5,73 / 100,00   |      |
| Votos Inválidos         | Votos Inválidos                      | 92    | 4,32 / 100,00   | 1,06 |
| Total                   | Total                                | 2 129 | 100,00 / 100,00 |      |
| Eleitorado/Participação | Eleitorado/Participação              | 3 318 | 64,17 / 100,00  | 1,64 |

#### Gondifelos, Cavalões e Outiz
| Partido                 | Partido                              | Votos | %               | +/-  |
| ----------------------- | ------------------------------------ | ----- | --------------- | ---- |
|                         | Partido Social Democrata             | 1 132 | 43,52 / 100,00  | -    |
|                         | Partido Socialista                   | 812   | 31,22 / 100,00  | 7,68 |
|                         | Bloco de Esquerda                    | 170   | 6,54 / 100,00   | 1,04 |
|                         | CDS – Partido Popular                | 158   | 6,07 / 100,00   | -    |
|                         | Pessoas–Animais–Natureza             | 61    | 2,35 / 100,00   | 1,65 |
|                         | CDU - Coligação Democrática Unitária | 47    | 1,81 / 100,00   | 0,90 |
|                         | Outros (com menos de 1,00%)          | 104   | 4,00 / 100,00   |      |
| Votos Inválidos         | Votos Inválidos                      | 117   | 4,50 / 100,00   | 1,47 |
| Total                   | Total                                | 2 601 | 100,00 / 100,00 |      |
| Eleitorado/Participação | Eleitorado/Participação              | 4 522 | 57,52 / 100,00  | 4,81 |

#### Joane
| Partido                 | Partido                              | Votos | %               | +/-  |
| ----------------------- | ------------------------------------ | ----- | --------------- | ---- |
|                         | Partido Socialista                   | 1 708 | 37,65 / 100,00  | 3,69 |
|                         | Partido Social Democrata             | 1 435 | 31,63 / 100,00  | -    |
|                         | Bloco de Esquerda                    | 462   | 10,18 / 100,00  | 1,72 |
|                         | CDS – Partido Popular                | 226   | 4,98 / 100,00   | -    |
|                         | CDU - Coligação Democrática Unitária | 140   | 3,09 / 100,00   | 0,95 |
|                         | Pessoas–Animais–Natureza             | 133   | 2,93 / 100,00   | 2,31 |
|                         | Outros (com menos de 1,00%)          | 197   | 4,34 / 100,00   |      |
| Votos Inválidos         | Votos Inválidos                      | 236   | 5,20 / 100,00   | 1,45 |
| Total                   | Total                                | 4 537 | 100,00 / 100,00 |      |
| Eleitorado/Participação | Eleitorado/Participação              | 6 996 | 64,85 / 100,00  | 0,19 |

#### Landim
| Partido                 | Partido                              | Votos | %               | +/-  |
| ----------------------- | ------------------------------------ | ----- | --------------- | ---- |
|                         | Partido Socialista                   | 610   | 40,42 / 100,00  | 3,49 |
|                         | Partido Social Democrata             | 486   | 32,21 / 100,00  | -    |
|                         | Bloco de Esquerda                    | 120   | 7,95 / 100,00   | 0,66 |
|                         | CDS – Partido Popular                | 62    | 4,11 / 100,00   | -    |
|                         | Pessoas–Animais–Natureza             | 39    | 2,58 / 100,00   | 1,52 |
|                         | CDU - Coligação Democrática Unitária | 36    | 2,39 / 100,00   | 0,17 |
|                         | Outros (com menos de 1,00%)          | 59    | 3,90 / 100,00   |      |
| Votos Inválidos         | Votos Inválidos                      | 97    | 6,43 / 100,00   | 2,62 |
| Total                   | Total                                | 1 509 | 100,00 / 100,00 |      |
| Eleitorado/Participação | Eleitorado/Participação              | 2 589 | 58,29 / 100,00  | 0,84 |

#### Lemenhe, Mouquim e Jesufrei
| Partido                 | Partido                              | Votos | %               | +/-  |
| ----------------------- | ------------------------------------ | ----- | --------------- | ---- |
|                         | Partido Social Democrata             | 726   | 37,99 / 100,00  | -    |
|                         | Partido Socialista                   | 656   | 34,33 / 100,00  | 4,49 |
|                         | Bloco de Esquerda                    | 136   | 7,12 / 100,00   | 0,20 |
|                         | CDS – Partido Popular                | 86    | 4,50 / 100,00   | -    |
|                         | Pessoas–Animais–Natureza             | 52    | 2,72 / 100,00   | 2,20 |
|                         | CDU - Coligação Democrática Unitária | 43    | 2,25 / 100,00   | 0,03 |
|                         | Outros (com menos de 1,00%)          | 85    | 4,45 / 100,00   |      |
| Votos Inválidos         | Votos Inválidos                      | 127   | 6,65 / 100,00   | 2,21 |
| Total                   | Total                                | 1 911 | 100,00 / 100,00 |      |
| Eleitorado/Participação | Eleitorado/Participação              | 2 808 | 68,06 / 100,00  | 1,69 |

#### Louro
| Partido                 | Partido                              | Votos | %               | +/-  |
| ----------------------- | ------------------------------------ | ----- | --------------- | ---- |
|                         | Partido Socialista                   | 555   | 40,19 / 100,00  | 7,66 |
|                         | Partido Social Democrata             | 470   | 34,03 / 100,00  | -    |
|                         | CDS – Partido Popular                | 79    | 5,72 / 100,00   | -    |
|                         | Bloco de Esquerda                    | 72    | 5,21 / 100,00   | 1,61 |
|                         | CDU - Coligação Democrática Unitária | 38    | 2,75 / 100,00   | 0,94 |
|                         | Pessoas–Animais–Natureza             | 27    | 1,96 / 100,00   | 1,53 |
|                         | Outros (com menos de 1,00%)          | 65    | 4,71 / 100,00   |      |
| Votos Inválidos         | Votos Inválidos                      | 75    | 5,43 / 100,00   | 1,67 |
| Total                   | Total                                | 1 381 | 100,00 / 100,00 |      |
| Eleitorado/Participação | Eleitorado/Participação              | 1 959 | 70,50 / 100,00  | 1,71 |

#### Lousado
| Partido                 | Partido                              | Votos | %               | +/-  |
| ----------------------- | ------------------------------------ | ----- | --------------- | ---- |
|                         | Partido Socialista                   | 880   | 40,52 / 100,00  | 2,96 |
|                         | Partido Social Democrata             | 633   | 29,14 / 100,00  | -    |
|                         | Bloco de Esquerda                    | 222   | 10,22 / 100,00  | 0,61 |
|                         | CDU - Coligação Democrática Unitária | 88    | 4,05 / 100,00   | 2,20 |
|                         | CDS – Partido Popular                | 67    | 3,08 / 100,00   | -    |
|                         | Pessoas–Animais–Natureza             | 61    | 2,81 / 100,00   | 1,62 |
|                         | Iniciativa Liberal                   | 23    | 1,06 / 100,00   | Novo |
|                         | Outros (com menos de 1,00%)          | 91    | 4,19 / 100,00   |      |
| Votos Inválidos         | Votos Inválidos                      | 107   | 4,93 / 100,00   | 1,36 |
| Total                   | Total                                | 2 172 | 100,00 / 100,00 |      |
| Eleitorado/Participação | Eleitorado/Participação              | 3 474 | 62,52 / 100,00  | 3,79 |

#### Mogege
| Partido                 | Partido                              | Votos | %               | +/-   |
| ----------------------- | ------------------------------------ | ----- | --------------- | ----- |
|                         | Partido Socialista                   | 475   | 42,52 / 100,00  | 10,55 |
|                         | Partido Social Democrata             | 354   | 31,69 / 100,00  | -     |
|                         | Bloco de Esquerda                    | 95    | 8,50 / 100,00   | 0,42  |
|                         | Pessoas–Animais–Natureza             | 37    | 3,31 / 100,00   | 2,53  |
|                         | CDU - Coligação Democrática Unitária | 29    | 2,60 / 100,00   | 1,48  |
|                         | CDS – Partido Popular                | 28    | 2,51 / 100,00   | -     |
|                         | Outros (com menos de 1,00%)          | 41    | 3,67 / 100,00   |       |
| Votos Inválidos         | Votos Inválidos                      | 58    | 5,19 / 100,00   | 3,11  |
| Total                   | Total                                | 1 117 | 100,00 / 100,00 |       |
| Eleitorado/Participação | Eleitorado/Participação              | 1 754 | 63,68 / 100,00  | 2,20  |

#### Nine
| Partido                 | Partido                              | Votos | %               | +/-  |
| ----------------------- | ------------------------------------ | ----- | --------------- | ---- |
|                         | Partido Socialista                   | 650   | 39,20 / 100,00  | 1,58 |
|                         | Partido Social Democrata             | 580   | 34,98 / 100,00  | -    |
|                         | Bloco de Esquerda                    | 105   | 6,33 / 100,00   | 0,07 |
|                         | CDS – Partido Popular                | 56    | 3,38 / 100,00   | -    |
|                         | CDU - Coligação Democrática Unitária | 50    | 3,02 / 100,00   | 1,21 |
|                         | Pessoas–Animais–Natureza             | 45    | 2,71 / 100,00   | 1,77 |
|                         | Outros (com menos de 1,00%)          | 76    | 4,59 / 100,00   |      |
| Votos Inválidos         | Votos Inválidos                      | 96    | 5,79 / 100,00   | 2,04 |
| Total                   | Total                                | 1 658 | 100,00 / 100,00 |      |
| Eleitorado/Participação | Eleitorado/Participação              | 2 606 | 63,62 / 100,00  | 1,39 |

#### Oliveira Santa Maria
| Partido                 | Partido                              | Votos | %               | +/-  |
| ----------------------- | ------------------------------------ | ----- | --------------- | ---- |
|                         | Partido Socialista                   | 747   | 39,83 / 100,00  | 6,22 |
|                         | Partido Social Democrata             | 567   | 29,55 / 100,00  | -    |
|                         | Bloco de Esquerda                    | 244   | 12,71 / 100,00  | 1,00 |
|                         | CDU - Coligação Democrática Unitária | 85    | 4,43 / 100,00   | 2,38 |
|                         | Pessoas–Animais–Natureza             | 48    | 2,50 / 100,00   | 2,01 |
|                         | CDS – Partido Popular                | 43    | 2,24 / 100,00   | -    |
|                         | Outros (com menos de 1,00%)          | 79    | 4,12 / 100,00   |      |
| Votos Inválidos         | Votos Inválidos                      | 106   | 5,52 / 100,00   | 2,36 |
| Total                   | Total                                | 1 919 | 100,00 / 100,00 |      |
| Eleitorado/Participação | Eleitorado/Participação              | 3 161 | 60,71 / 100,00  | 2,18 |

#### Oliveira São Mateus
| Partido                 | Partido                              | Votos | %               | +/-  |
| ----------------------- | ------------------------------------ | ----- | --------------- | ---- |
|                         | Partido Socialista                   | 619   | 44,63 / 100,00  | 7,44 |
|                         | Partido Social Democrata             | 358   | 25,81 / 100,00  | -    |
|                         | Bloco de Esquerda                    | 137   | 9,88 / 100,00   | 0,05 |
|                         | CDU - Coligação Democrática Unitária | 90    | 6,49 / 100,00   | 4,88 |
|                         | CDS – Partido Popular                | 45    | 3,24 / 100,00   | -    |
|                         | Pessoas–Animais–Natureza             | 31    | 2,24 / 100,00   | 1,56 |
|                         | Outros (com menos de 1,00%)          | 40    | 4,37 / 100,00   |      |
| Votos Inválidos         | Votos Inválidos                      | 67    | 4,83 / 100,00   | 2,64 |
| Total                   | Total                                | 1 387 | 100,00 / 100,00 |      |
| Eleitorado/Participação | Eleitorado/Participação              | 2 292 | 60,51 / 100,00  | 0,65 |

#### Pedome
| Partido                 | Partido                              | Votos | %               | +/-  |
| ----------------------- | ------------------------------------ | ----- | --------------- | ---- |
|                         | Partido Socialista                   | 518   | 44,50 / 100,00  | 5,67 |
|                         | Partido Social Democrata             | 311   | 26,72 / 100,00  | -    |
|                         | Bloco de Esquerda                    | 97    | 8,33 / 100,00   | 1,71 |
|                         | CDU - Coligação Democrática Unitária | 90    | 7,73 / 100,00   | 1,14 |
|                         | Pessoas–Animais–Natureza             | 33    | 2,84 / 100,00   | 2,17 |
|                         | CDS – Partido Popular                | 32    | 2,75 / 100,00   | -    |
|                         | Outros (com menos de 1,00%)          | 32    | 2,75 / 100,00   |      |
| Votos Inválidos         | Votos Inválidos                      | 51    | 4,39 / 100,00   | 0,96 |
| Total                   | Total                                | 1 164 | 100,00 / 100,00 |      |
| Eleitorado/Participação | Eleitorado/Participação              | 1 941 | 59,97 / 100,00  | 1,04 |

#### Pousada de Saramagos
| Partido                 | Partido                              | Votos | %               | +/-  |
| ----------------------- | ------------------------------------ | ----- | --------------- | ---- |
|                         | Partido Socialista                   | 546   | 41,94 / 100,00  | 4,75 |
|                         | Partido Social Democrata             | 388   | 29,80 / 100,00  | -    |
|                         | Bloco de Esquerda                    | 117   | 8,99 / 100,00   | 0,87 |
|                         | CDU - Coligação Democrática Unitária | 55    | 4,22 / 100,00   | 1,76 |
|                         | Pessoas–Animais–Natureza             | 48    | 3,69 / 100,00   | 2,91 |
|                         | CDS – Partido Popular                | 33    | 2,53 / 100,00   | -    |
|                         | Outros (com menos de 1,00%)          | 55    | 4,22 / 100,00   |      |
| Votos Inválidos         | Votos Inválidos                      | 60    | 4,61 / 100,00   | 1,51 |
| Total                   | Total                                | 1 302 | 100,00 / 100,00 |      |
| Eleitorado/Participação | Eleitorado/Participação              | 2 084 | 62,48 / 100,00  | 0,26 |

#### Requião
| Partido                 | Partido                              | Votos | %               | +/-  |
| ----------------------- | ------------------------------------ | ----- | --------------- | ---- |
|                         | Partido Social Democrata             | 727   | 39,58 / 100,00  | -    |
|                         | Partido Socialista                   | 622   | 33,86 / 100,00  | 7,18 |
|                         | Bloco de Esquerda                    | 147   | 8,00 / 100,00   | 1,45 |
|                         | CDS – Partido Popular                | 86    | 4,68 / 100,00   | -    |
|                         | CDU - Coligação Democrática Unitária | 52    | 2,83 / 100,00   | 0,98 |
|                         | Pessoas–Animais–Natureza             | 48    | 2,61 / 100,00   | 1,70 |
|                         | Outros (com menos de 1,00%)          | 79    | 4,29 / 100,00   |      |
| Votos Inválidos         | Votos Inválidos                      | 76    | 4,13 / 100,00   | 0,75 |
| Total                   | Total                                | 1 837 | 100,00 / 100,00 |      |
| Eleitorado/Participação | Eleitorado/Participação              | 2 844 | 64,59 / 100,00  | 0,39 |

#### Riba de Ave
| Partido                 | Partido                              | Votos | %               | +/-  |
| ----------------------- | ------------------------------------ | ----- | --------------- | ---- |
|                         | Partido Socialista                   | 773   | 39,16 / 100,00  | 2,88 |
|                         | Partido Social Democrata             | 611   | 30,95 / 100,00  | -    |
|                         | Bloco de Esquerda                    | 185   | 9,37 / 100,00   | 2,10 |
|                         | CDU - Coligação Democrática Unitária | 174   | 8,81 / 100,00   | 2,51 |
|                         | Pessoas–Animais–Natureza             | 47    | 2,38 / 100,00   | 1,64 |
|                         | CDS – Partido Popular                | 41    | 2,08 / 100,00   | -    |
|                         | LIVRE                                | 20    | 1,01 / 100,00   | 0,81 |
|                         | Outros (com menos de 1,00%)          | 56    | 2,84 / 100,00   |      |
| Votos Inválidos         | Votos Inválidos                      | 69    | 3,50 / 100,00   | 0,19 |
| Total                   | Total                                | 1 974 | 100,00 / 100,00 |      |
| Eleitorado/Participação | Eleitorado/Participação              | 3 190 | 61,88 / 100,00  | 1,24 |

#### Ribeirão
| Partido                 | Partido                              | Votos | %               | +/-   |
| ----------------------- | ------------------------------------ | ----- | --------------- | ----- |
|                         | Partido Social Democrata             | 2 042 | 42,29 / 100,00  | -     |
|                         | Partido Socialista                   | 1 603 | 33,20 / 100,00  | 10,11 |
|                         | Bloco de Esquerda                    | 358   | 7,41 / 100,00   | 1,20  |
|                         | CDS – Partido Popular                | 164   | 3,40 / 100,00   | -     |
|                         | Pessoas–Animais–Natureza             | 114   | 2,36 / 100,00   | 1,76  |
|                         | CDU - Coligação Democrática Unitária | 111   | 2,30 / 100,00   | 0,92  |
|                         | Outros (com menos de 1,00%)          | 188   | 3,89 / 100,00   |       |
| Votos Inválidos         | Votos Inválidos                      | 249   | 5,16 / 100,00   | 1,96  |
| Total                   | Total                                | 4 829 | 100,00 / 100,00 |       |
| Eleitorado/Participação | Eleitorado/Participação              | 7 780 | 62,07 / 100,00  | 2,99  |

#### Ruivães e Novais
| Partido                 | Partido                              | Votos | %               | +/-  |
| ----------------------- | ------------------------------------ | ----- | --------------- | ---- |
|                         | Partido Socialista                   | 827   | 48,85 / 100,00  | 4,60 |
|                         | Partido Social Democrata             | 427   | 25,22 / 100,00  | -    |
|                         | Bloco de Esquerda                    | 131   | 7,74 / 100,00   | 1,60 |
|                         | CDU - Coligação Democrática Unitária | 61    | 3,60 / 100,00   | 0,10 |
|                         | Pessoas–Animais–Natureza             | 57    | 3,37 / 100,00   | 2,57 |
|                         | CDS – Partido Popular                | 55    | 3,25 / 100,00   | -    |
|                         | Outros (com menos de 1,00%)          | 68    | 4,02 / 100,00   |      |
| Votos Inválidos         | Votos Inválidos                      | 67    | 3,96 / 100,00   | 0,83 |
| Total                   | Total                                | 1 693 | 100,00 / 100,00 |      |
| Eleitorado/Participação | Eleitorado/Participação              | 2 749 | 61,59 / 100,00  | 0,55 |

#### Seide
| Partido                 | Partido                              | Votos | %               | +/-  |
| ----------------------- | ------------------------------------ | ----- | --------------- | ---- |
|                         | Partido Social Democrata             | 388   | 42,22 / 100,00  | -    |
|                         | Partido Socialista                   | 287   | 31,23 / 100,00  | 3,99 |
|                         | Bloco de Esquerda                    | 72    | 7,83 / 100,00   | 2,00 |
|                         | CDS – Partido Popular                | 37    | 4,03 / 100,00   | -    |
|                         | CDU - Coligação Democrática Unitária | 17    | 1,85 / 100,00   | 1,03 |
|                         | Pessoas–Animais–Natureza             | 16    | 1,74 / 100,00   | 1,21 |
|                         | CHEGA                                | 11    | 1,20 / 100,00   | Novo |
|                         | Outros (com menos de 1,00%)          | 36    | 3,92 / 100,00   |      |
| Votos Inválidos         | Votos Inválidos                      | 55    | 5,98 / 100,00   | 2,88 |
| Total                   | Total                                | 919   | 100,00 / 100,00 |      |
| Eleitorado/Participação | Eleitorado/Participação              | 1 432 | 64,18 / 100,00  | 0,33 |

#### Vale São Cosme, Telhado e Portela
| Partido                 | Partido                              | Votos | %               | +/-  |
| ----------------------- | ------------------------------------ | ----- | --------------- | ---- |
|                         | Partido Social Democrata             | 1 110 | 36,11 / 100,00  | -    |
|                         | Partido Socialista                   | 975   | 31,72 / 100,00  | 6,52 |
|                         | Bloco de Esquerda                    | 256   | 8,33 / 100,00   | 0,76 |
|                         | CDS – Partido Popular                | 224   | 7,29 / 100,00   | -    |
|                         | CDU - Coligação Democrática Unitária | 84    | 2,73 / 100,00   | 1,55 |
|                         | Pessoas–Animais–Natureza             | 70    | 2,28 / 100,00   | 1,53 |
|                         | Outros (com menos de 1,00%)          | 143   | 4,65 / 100,00   |      |
| Votos Inválidos         | Votos Inválidos                      | 212   | 6,90 / 100,00   | 2,24 |
| Total                   | Total                                | 3 074 | 100,00 / 100,00 |      |
| Eleitorado/Participação | Eleitorado/Participação              | 4 793 | 64,14 / 100,00  | 0,44 |

#### Vale São Martinho
| Partido                 | Partido                              | Votos | %               | +/-  |
| ----------------------- | ------------------------------------ | ----- | --------------- | ---- |
|                         | Partido Social Democrata             | 421   | 36,01 / 100,00  | -    |
|                         | Partido Socialista                   | 407   | 34,82 / 100,00  | 2,75 |
|                         | Bloco de Esquerda                    | 126   | 10,78 / 100,00  | 2,30 |
|                         | CDS – Partido Popular                | 66    | 5,65 / 100,00   | -    |
|                         | CDU - Coligação Democrática Unitária | 27    | 2,31 / 100,00   | 0,11 |
|                         | Pessoas–Animais–Natureza             | 22    | 1,88 / 100,00   | 0,99 |
|                         | Outros (com menos de 1,00%)          | 43    | 3,68 / 100,00   |      |
| Votos Inválidos         | Votos Inválidos                      | 57    | 4,88 / 100,00   | 0,11 |
| Total                   | Total                                | 1 169 | 100,00 / 100,00 |      |
| Eleitorado/Participação | Eleitorado/Participação              | 1 835 | 63,71 / 100,00  | 3,25 |

#### Vermoim
| Partido                 | Partido                              | Votos | %               | +/-  |
| ----------------------- | ------------------------------------ | ----- | --------------- | ---- |
|                         | Partido Socialista                   | 656   | 39,30 / 100,00  | 5,12 |
|                         | Partido Social Democrata             | 571   | 34,21 / 100,00  | -    |
|                         | Bloco de Esquerda                    | 152   | 9,11 / 100,00   | 1,18 |
|                         | CDS – Partido Popular                | 65    | 3,89 / 100,00   | -    |
|                         | CDU - Coligação Democrática Unitária | 51    | 3,06 / 100,00   | 0,76 |
|                         | Pessoas–Animais–Natureza             | 45    | 2,70 / 100,00   | 1,99 |
|                         | Outros (com menos de 1,00%)          | 71    | 4,26 / 100,00   |      |
| Votos Inválidos         | Votos Inválidos                      | 58    | 3,48 / 100,00   | 0,77 |
| Total                   | Total                                | 1 669 | 100,00 / 100,00 |      |
| Eleitorado/Participação | Eleitorado/Participação              | 2 731 | 61,11 / 100,00  | 1,51 |

#### Vila Nova de Famalicão e Calendário
| Partido                 | Partido                              | Votos  | %               | +/-  |
| ----------------------- | ------------------------------------ | ------ | --------------- | ---- |
|                         | Partido Social Democrata             | 3 966  | 35,49 / 100,00  | -    |
|                         | Partido Socialista                   | 3 706  | 33,16 / 100,00  | 1,54 |
|                         | Bloco de Esquerda                    | 1 075  | 9,62 / 100,00   | 0,07 |
|                         | CDS – Partido Popular                | 526    | 4,71 / 100,00   | -    |
|                         | CDU - Coligação Democrática Unitária | 416    | 3,72 / 100,00   | 1,41 |
|                         | Pessoas–Animais–Natureza             | 350    | 3,13 / 100,00   | 2,05 |
|                         | Iniciativa Liberal                   | 131    | 1,17 / 100,00   | Novo |
|                         | Outros (com menos de 1,00%)          | 474    | 4,23 / 100,00   |      |
| Votos Inválidos         | Votos Inválidos                      | 532    | 4,76 / 100,00   | 0,75 |
| Total                   | Total                                | 11 176 | 100,00 / 100,00 |      |
| Eleitorado/Participação | Eleitorado/Participação              | 18 385 | 60,79 / 100,00  | 1,31 |

#### Vilarinho das Cambas
| Partido                 | Partido                              | Votos | %               | +/-  |
| ----------------------- | ------------------------------------ | ----- | --------------- | ---- |
|                         | Partido Social Democrata             | 319   | 41,21 / 100,00  | -    |
|                         | Partido Socialista                   | 263   | 33,98 / 100,00  | 6,96 |
|                         | Bloco de Esquerda                    | 51    | 6,59 / 100,00   | 2,00 |
|                         | CDS – Partido Popular                | 42    | 5,43 / 100,00   | -    |
|                         | CDU - Coligação Democrática Unitária | 12    | 1,55 / 100,00   | 0,34 |
|                         | Reagir Incluir Reciclar              | 9     | 1,16 / 100,00   | Novo |
|                         | Pessoas–Animais–Natureza             | 8     | 1,03 / 100,00   | 0,23 |
|                         | Outros (com menos de 1,00%)          | 23    | 2,97 / 100,00   |      |
| Votos Inválidos         | Votos Inválidos                      | 47    | 6,07 / 100,00   | 1,65 |
| Total                   | Total                                | 774   | 100,00 / 100,00 |      |
| Eleitorado/Participação | Eleitorado/Participação              | 1 159 | 66,78 / 100,00  | 3,62 |